# Linnea (växt)
Linnea (Linnaea borealis L.) är en art i familjen linneaväxter.

## Beskrivning
Linnean är en vintergrön vedväxt och hör till ris- eller dvärgbuskar, men intar en särställning genom sin liggstam, som alltid växer revlikt intill marken (mossbädden). På skilda punkter fäster den sig med en rot. Liggstammarna har långa ledstycken och långt åtskilda bladpar. De arbetar på växtens förlängning (lövkronans förstoring) och på samma gång dess utbredning. Därför har de också kallats vandringsskott. I Lappland mätte Linné exemplar av 6 meters längd.  Den har också korta upprätta, tätbladiga skott med 4 till 6 bladpar. Dessa är näringsskott. Slutligen har linnean blomskott, som också är korta och upprätta, men har färre blad, 1 till 2 par. Ett sådant avslutas med en blomställning och ett nytt kortskott i en av bladvinklarna. Linnea växer i juni och juli och finns i hela landet förutom de sydligaste delarna och man kan även hitta denna uppe på kalfjället.
Blomställningen består vanligtvis av 2 blommor som sitter parvis i toppen av en tunn stängel. Eftersom det ibland kan uppstå en tredje blomma, kan man se den vanliga blomställningen som ett 2-sidigt knippe vars toppblomma saknas. De båda parblommorna stöds av ett par skärmblad som är mindre än örtbladen. Ibland flyttar det översta paret örtblad högre upp på stängeln samtidigt som de förminskas till skärmblad. Då växer det ut en blomma i vardera bladvinkeln så att hela blomställningen får fyra blommor, två i toppen och två nedanför dem. Närmast under varje enskild blomma kan man se tre par ytterst små skärm- eller högblad, alla är, liksom blomfodret, täckta av långskaftade körtlar, s.k. glandelhår.
Blomkronan är svagt olikbladig. Den främsta fliken är något längre än de övriga. I tvåläppiga blomkronor finns också en oregelbundenhet i ståndarnas krets: av de fem ståndare, som man skulle väntat, omskiftande med kronflikarna, är 2 längre, 2 kortare och den femte outvecklad (undertryckt). Blomkronans klockform och hängande ställning är ett skydd för ståndarmjölet. Dess insida är långhårig för att hålla kvar nektarn och utestänga vissa småkryp. Blomningen inträffar nära midsommar. Den blommar också ofta en andra gång på hösten.
Blomman har en mild mandeldoft.
Karta över blomningstider här.
Fruktämnet är 3-rummigt, men två rum är tomma och undertrycks. Frukten är därför en 1-fröig nöt. Den är mycket tunnskalig, men istället omsluten av ett litet högbladspar med stark körtelhårighet och klibbighet. När dessa små blad växer till (i samband med att fruktanlaget mognar till frukt) och får den viktiga uppgiften att genom sin klibbighet sprida frukten ("epizoisk" spridning) kan man anse nöten och dessa båda små omvandlade blad för en skenfrukt. Frukterna mognar i slutet av augusti eller början av september. Fröet kan gro redan samma höst.

## Habitat
Utbredningen är nordligt cirkumpolär.
Linnea finns i hela Skandinavien, men är mindre vanlig i de södra och mellersta landskapen.
I högfjällen når den upp ungefär till trädgränsen. Linnean finns också i Skottland och norra England, i mellersta Europa, Sibirien och nordligaste Amerika.
Första fynduppgift i Sverige 1720, i Danmark 1840, där utbredningen är ökande.

### Utbredningskartor
- Utbredning Norden
  - I södra Norge upp till 1 300 m ö h; i norra Norge upp till 900 m ö h.
- Utbredning Norra halvklotet
  - Gränslinjer för Linnea borealis ssp. borealis, Linnea borealis ssp. americana och Linnea borealis ssp. longiflora visas på kartan.

## Biotop
Växer i barrskogarnas, framför allt granskogarnas, skuggrika inre, men i de nordligare delarna av Lappland och i nordligaste Norge växer den i vidsträckta täta bestånd på skoglös mark.

## Etymologi
- Linnea är en försvenskning av latin linnaeae som avser släktet linneor
- Borealis kommer av latin boreus, som betyder nordlig.

## Folkmedicin
Carl Fredrik Hoffberg anför 1792 att en dekokt av linnea var en välsmakande dryck, som var bra mot gikt. Krossad och utrörd med mjölk var bra mot ben- och ledvärk för både människor och djur. Det framgår inte vilka delar av växten – blomma, stam, rot – som skulle användas.
Dessa helande egenskaper avspeglas i många av bygdemålsnamnen i nedanstående tabell.

## Bygdemål
| Namn           | Trakt              | Referens |
| -------------- | ------------------ | -------- |
|                |                    |          |
| Benvärksgräs   |                    | [ 3 ]    |
| Defettergräs   |                    | [ 3 ]    |
|                |                    |          |
| Giktgräs       |                    | [ 2 ]    |
|                |                    |          |
| Jordkronor     |                    | [ 3 ]    |
| Klågräs        |                    | [ 3 ]    |
|                |                    |          |
| Knarrgräs      | Dalarna (Floda)    | [ 4 ]    |
| Kninablome     | Svenskfinland      | [ 5 ]    |
| Myrtäger       |                    | [ 3 ]    |
| Småraisbliommä | Dalarna (Älvdalen) | [ 4 ]    |
|                |                    |          |
| Torrvärksört   |                    | [ 3 ]    |
| Täger          |                    | [ 3 ]    |
|                |                    |          |
| Vindblommor    | Norrland           | [ 2 ]    |
|                |                    |          |
| Vindgräs       |                    | [ 3 ]    |
| Vita klockor   |                    | [ 3 ]    |
|                |                    |          |
| Vredgräs       |                    | [ 2 ]    |
| Vridgräs       |                    | [ 2 ]    |

Not I äldre tider hade man ett vidare begrepp för det vi idag menar med gräs. Våra örter kallades då gräs, och enligt tabellen ovan förde man även vedartade växter, såsom linnea, till gruppen gräs.

## Carl von Linné

Blommigt porslin dekorerat med linnearankor, gjort i Kina 1735–1795.
Enligt uppgift har koppen tillhört en servis som Linné beställde i Kina. Linné var dock missnöjd med utseendet på blomrankan på koppen.

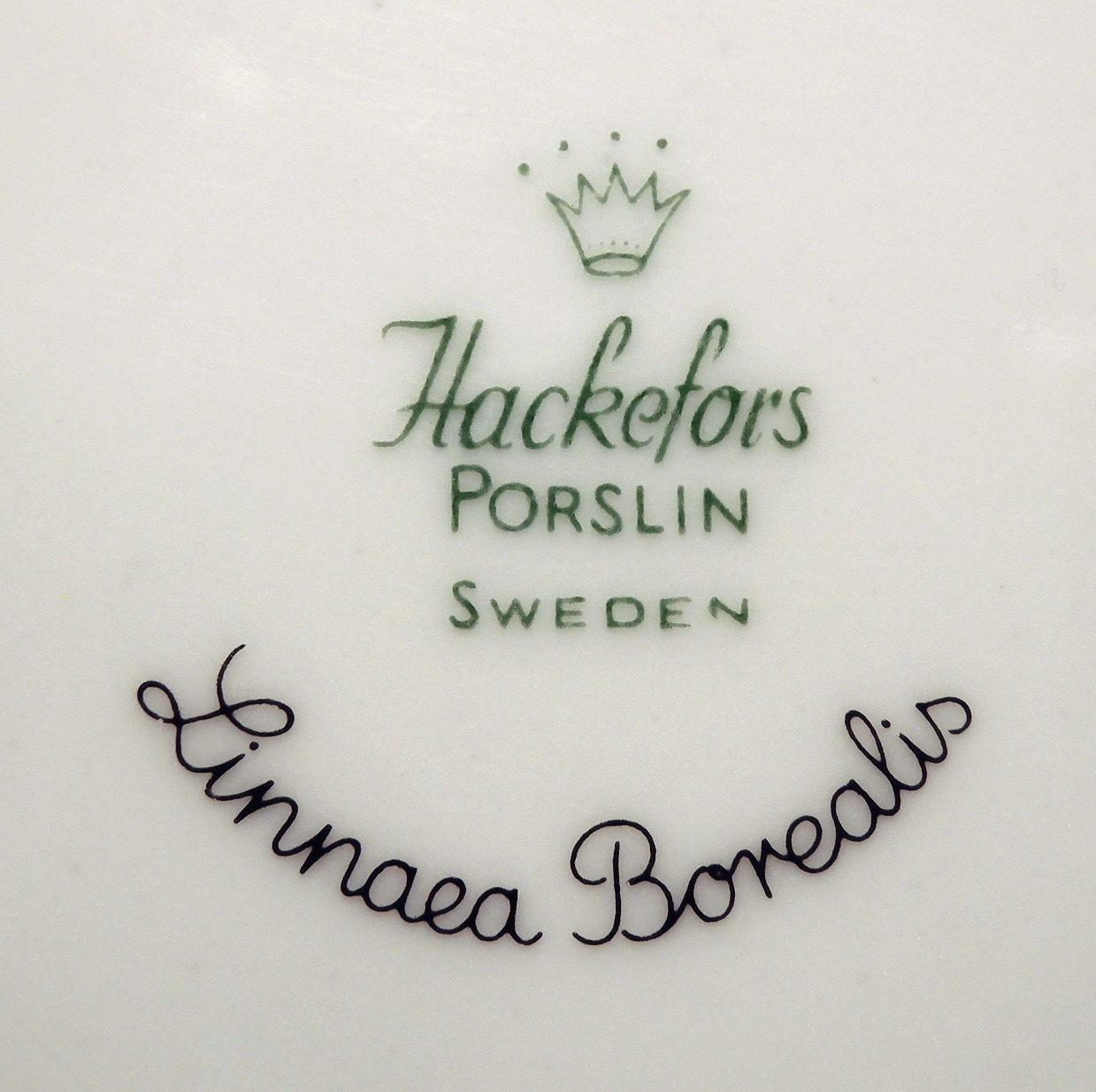
Undersidan av en liten djup tallrik från Hackefors porslinsfabrik.

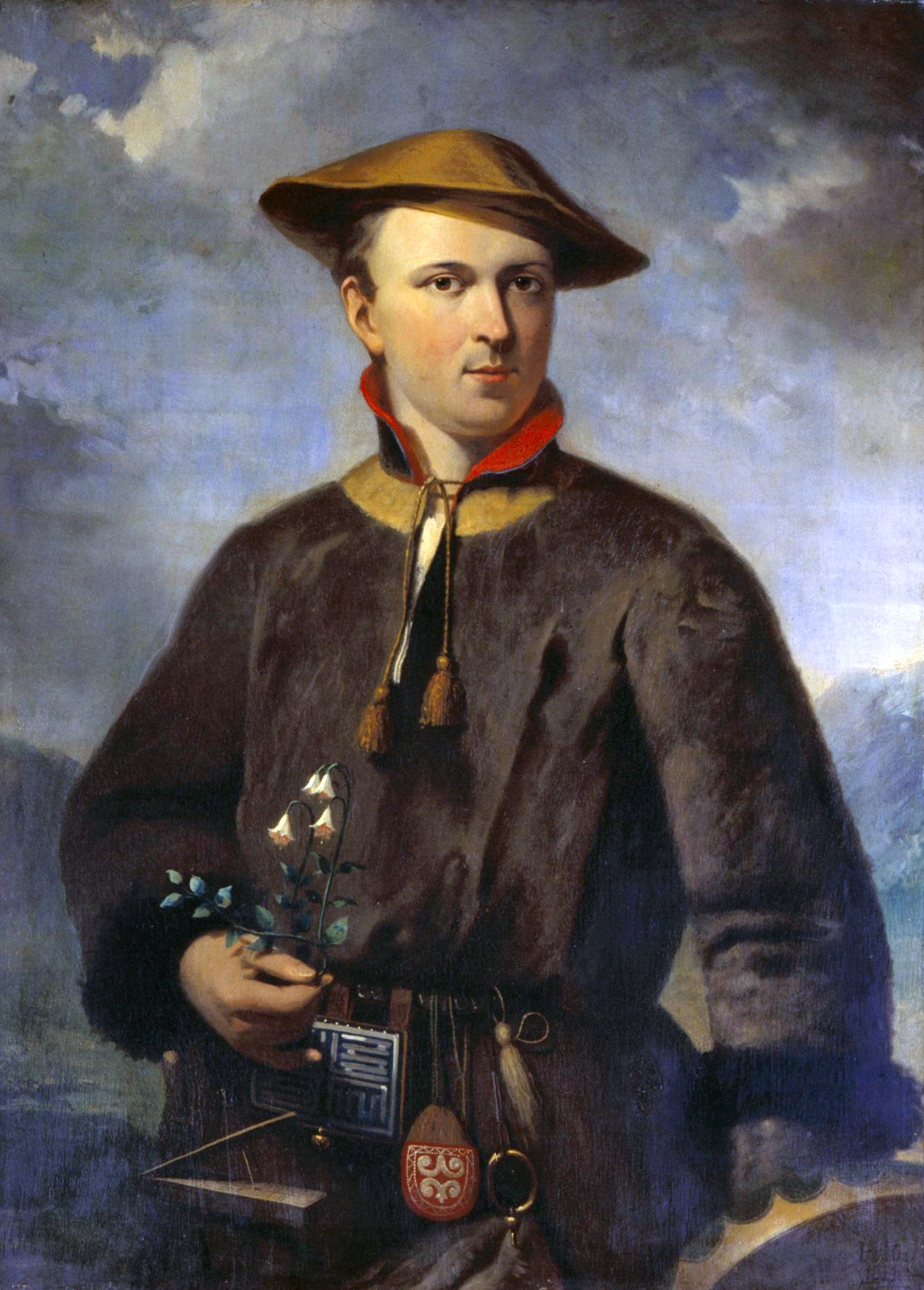
Linné i samedräkt, med sin kära linnea i handen. Målning av Hendrik Hollander.

Carl von Linné älskade linnean och hade den i sina sigill och i hjälmen på sitt adliga sköldemärke. I en av sina ungdomsskrifter kallade han den "Linnæa", men i manuskriptet till Systema Naturae är det ersatt med "Rudbeckia". En holländsk rådsherre, Jan Frederik Gronovius, gav sedan namnet Linnæa åt släktet, och Linné själv tillade artepitetet "borealis" ("den nordliga").

## Övrigt
Linnea är Smålands landskapsblomma.

## Källa
- Linnea i Carl Lindman, Bilder ur Nordens flora (andra upplagan, Wahlström och Widstrand, Stockholm 1917–1926)